# Gouvernement Feijóo III
Galice
Feijóo II Feijóo IV
Le gouvernement Feijóo III (en espagnol : Tercer Gobierno Feijóo, en galicien : Terceiro Goberno Feijóo) est le gouvernement autonome de Galice entre le 14 novembre 2016 et le 7 septembre 2020, sous la Xe législature du Parlement.
Il est dirigé par le conservateur Alberto Núñez Feijóo, après la victoire du PP à la majorité absolue lors des élections parlementaires. Il succède au gouvernement Feijóo II et cède le pouvoir au quatrième gouvernement Feijóo, à la suite de la nouvelle victoire du PP aux élections de 2020.

## Historique du mandat
Ce gouvernement est dirigé par le président de la Junte de Galice conservateur sortant Alberto Núñez Feijóo. Il est constitué et soutenu par le Parti populaire (PP). Seul, il dispose de 41 députés sur 75, soit 54,7 % des sièges du Parlement.
Il est formé à la suite des élections parlementaires du 25 septembre 2016.
Il succède donc au gouvernement Feijóo II, également constitué et soutenu par le seul Parti populaire.

### Formation
Alberto Núñez Feijóo fait savoir le 1er août 2016, après une réunion extraordinaire du conseil de gouvernement, qu'il entend convoquer les élections parlementaires pour le 25 septembre suivant. Il reconduit ainsi la tradition de faire convoquer le scrutin galicien avec celui du Pays basque et renonce donc à disposer d'un calendrier électoral en propre, avec des élections initialement annoncées pour le mois d'octobre. Les urnes confortent le président sortant, en accordant de nouveau au Parti populaire 41 députés sur 75, tandis que le parti En Marea devance en suffrages le Parti socialiste.
Le 10 novembre, Alberto Núñez Feijóo obtient l'investiture du Parlement pour un troisième mandat consécutif avec le soutien des seuls députés du PP, puis il prête serment deux jours plus tard dans l'enceinte parlementaire, devant notamment le président du gouvernement Mariano Rajoy et la présidente du Congrès des députés Ana Pastor. Il indique le 13 novembre que la composition de son troisième gouvernement, qui entre en fonction un jour après, sera identique à celle de l'exécutif sortant.

### Remaniement
Le président de la Junte orchestre le 27 septembre 2018 un remaniement gouvernemental afin de permettre à José Manuel Rey Varela (es) et à Beatriz Mato (gl) d'être candidats aux élections municipales du 26 mai 2019, respectivement à Ferrol et La Corogne. À cette occasion, il divise en deux le département de la Culture et de l'Éducation, confiant au conseiller Román Rodríguez González (gl) le portefeuille de la Culture et du Tourisme, et à l'universitaire Carmen Pomar (gl) les fonctions de conseillère à l'Éducation ; et réattribue au département de l'Environnement — dont Ángeles Vázquez (es) devient la titulaire — les compétences sur le logement. José González (gl) remplace cette dernière comme conseiller au Monde rural, tandis que la directrice générale des Personnes âgées Fabiola García (gl) est promue conseillère à la Politique sociale.

### Succession
Le 10 février 2020, Alberto Núñez Feijóo annonce — à l'issue d'une réunion extraordinaire du conseil de gouvernement — qu'il convoque les prochaines élections parlementaires de manière anticipée, choisissant la date du 5 avril, qui correspond à celle retenue pour les élections au Parlement basque. Il décide le 16 mars suivant de suspendre la tenue du scrutin, en conséquence de la proclamation de l'état d'alerte dans le cadre de la pandémie de Covid-19. Après avoir de nouveau réuni son gouvernement sur ce sujet le 18 mai, il fait savoir que le scrutin se tiendra le 12 juillet, assurant se plier aux recommandations sanitaires qui suggèrent l'organisation des élections pendant la période estivale.
Le scrutin marque la quatrième victoire de rang du président sortant, dont le Parti populaire répète au siège près son résultat électoral alors que le Bloc nationaliste galicien (BNG) devient la seconde force électorale et la première de l'opposition pour la première fois depuis 1997. Investi pour un quatrième mandat le 3 septembre avec 42 voix pour et 33 contre, Alberto Núñez Feijóo est assermenté deux jours plus tard, en présence de la ministre de la Politique territoriale Carolina Darias. Il constitue deux jours plus tard son quatrième exécutif, qui compte toujours onze membres, dont deux vice-présidents.

## Composition

### Initiale (14 novembre 2016)
- Par rapport au gouvernement Feijóo II, les nouveaux conseillers sont indiqués en gras, ceux ayant changé d'attributions le sont en italique.

| Fonction                                                                                 | Titulaire | Titulaire                         | Parti |
| ---------------------------------------------------------------------------------------- | --------- | --------------------------------- | ----- |
| Président de la Junte                                                                    |           | Alberto Núñez Feijóo              | PP    |
| Vice-président Conseiller à la Présidence, aux Administrations publiques et à la Justice |           | Alfonso Rueda Valenzuela          | PP    |
| Conseiller aux Finances                                                                  |           | Valeriano Martínez García (es)    | PP    |
| Conseillère à l'Environnement et à l'Aménagement du territoire                           |           | Beatriz Mato Otero (gl)           | PP    |
| Conseillère aux Infrastructures et au Logement                                           |           | Ethel María Vázquez Mourelle (gl) | PP    |
| Conseiller à l'Économie, à l'Emploi et à l'Industrie                                     |           | Francisco José Conde López (es)   | PP    |
| Conseiller à la Culture, à l'Éducation et à l'Enseignement supérieur                     |           | Román Rodríguez González (gl)     | PP    |
| Conseiller à la Santé                                                                    |           | Jesús Vázquez Almuíña (gl)        | PP    |
| Conseiller à la Politique sociale                                                        |           | José Manuel Rey Varela (es)       | PP    |
| Conseillère au Monde rural                                                               |           | Ángeles Vázquez Mejuto (es)       | PP    |
| Conseillère à la Mer                                                                     |           | Rosa Quintana Carballo (es)       | PP    |

### Remaniement du27 septembre 2018
- Les nouveaux conseillers sont indiqués en gras, ceux ayant changé d'attributions en italique.

| Fonction                                                                                 | Titulaire | Titulaire                         | Parti |
| ---------------------------------------------------------------------------------------- | --------- | --------------------------------- | ----- |
| Président de la Junte                                                                    |           | Alberto Núñez Feijóo              | PP    |
| Vice-président Conseiller à la Présidence, aux Administrations publiques et à la Justice |           | Alfonso Rueda Valenzuela          | PP    |
| Conseiller aux Finances                                                                  |           | Valeriano Martínez García (es)    | PP    |
| Conseillère à l'Environnement, au Territoire et au Logement                              |           | Ángeles Vázquez Mejuto (es)       | PP    |
| Conseillère aux Infrastructures et à la Mobilité                                         |           | Ethel María Vázquez Mourelle (gl) | PP    |
| Conseiller à l'Économie, à l'Emploi et à l'Industrie                                     |           | Francisco José Conde López (es)   | PP    |
| Conseillère à l'Éducation, à l'Enseignement supérieur et à la Formation professionnelle  |           | Carmen María Pomar Tojo (gl)      | Sans  |
| Conseiller à la Culture et au Tourisme                                                   |           | Román Rodríguez González (gl)     | PP    |
| Conseiller à la Santé                                                                    |           | Jesús Vázquez Almuíña (gl)        | PP    |
| Conseillère à la Politique sociale                                                       |           | Fabiola García Martínez (gl)      | PP    |
| Conseiller au Monde rural                                                                |           | José González Vázquez (gl)        | PP    |
| Conseillère à la Mer                                                                     |           | Rosa Quintana Carballo (es)       | PP    |